# Канена
Канена (ісп. Canena) — муніципалітет в Іспанії, у складі автономної спільноти Андалусія, у провінції Хаен. Населення — 2092 особи (2010).
Муніципалітет розташований на відстані близько 260 км на південь від Мадрида, 42 км на північний схід від Хаена.

## Демографія
Динаміка населення (INE ):

## Галерея зображень

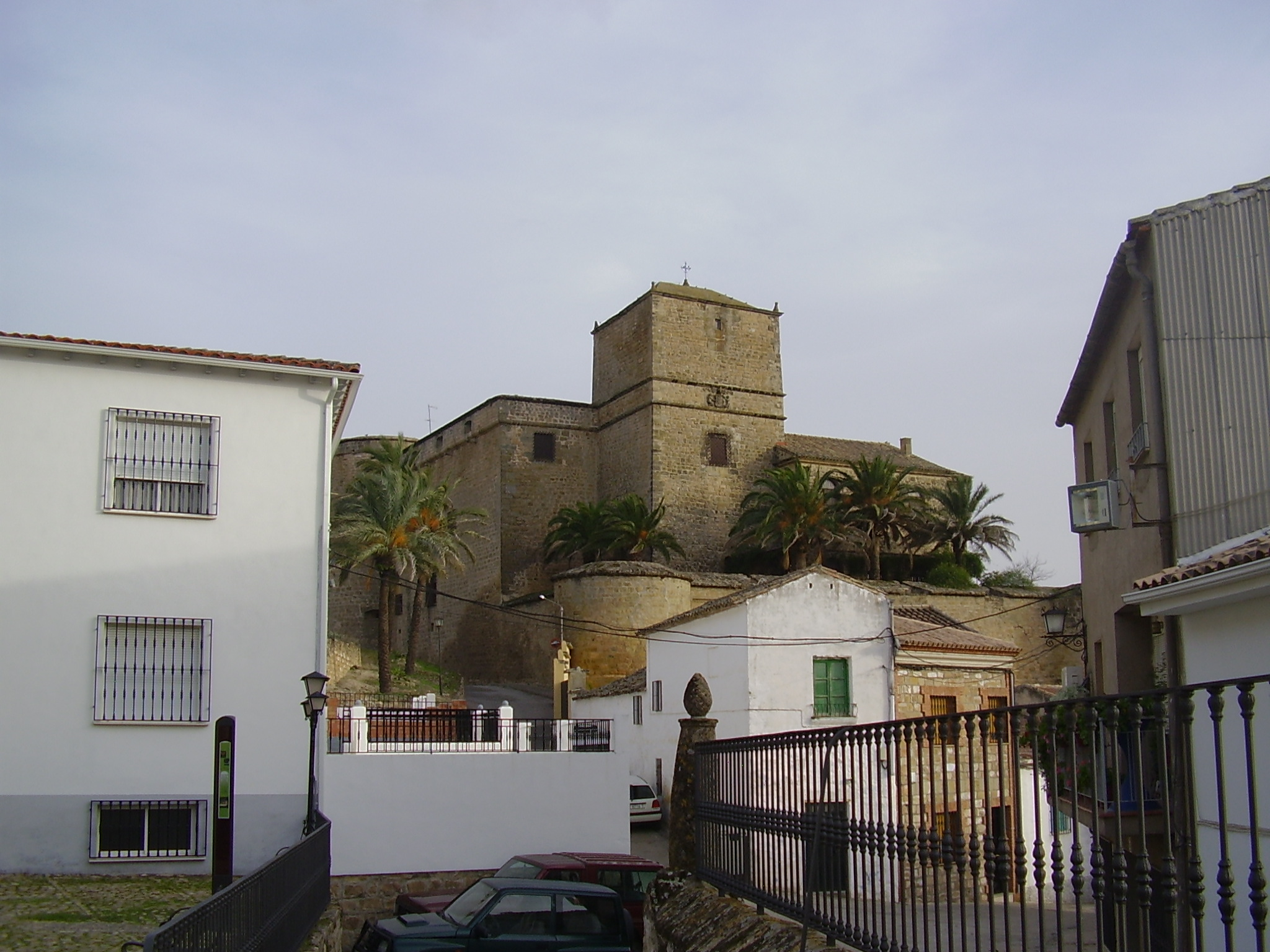
Замок у Канені